# Адансон, Мишель
Мише́ль Адансо́н (фр. Michel Adanson; 7 апреля 1727, Экс-ан-Прованс — 3 августа 1806, Париж) — французский естествоиспытатель и путешественник.
Член Французской академии наук (1759, adjoint botaniste), Лондонского королевского общества (1761).

## Биография

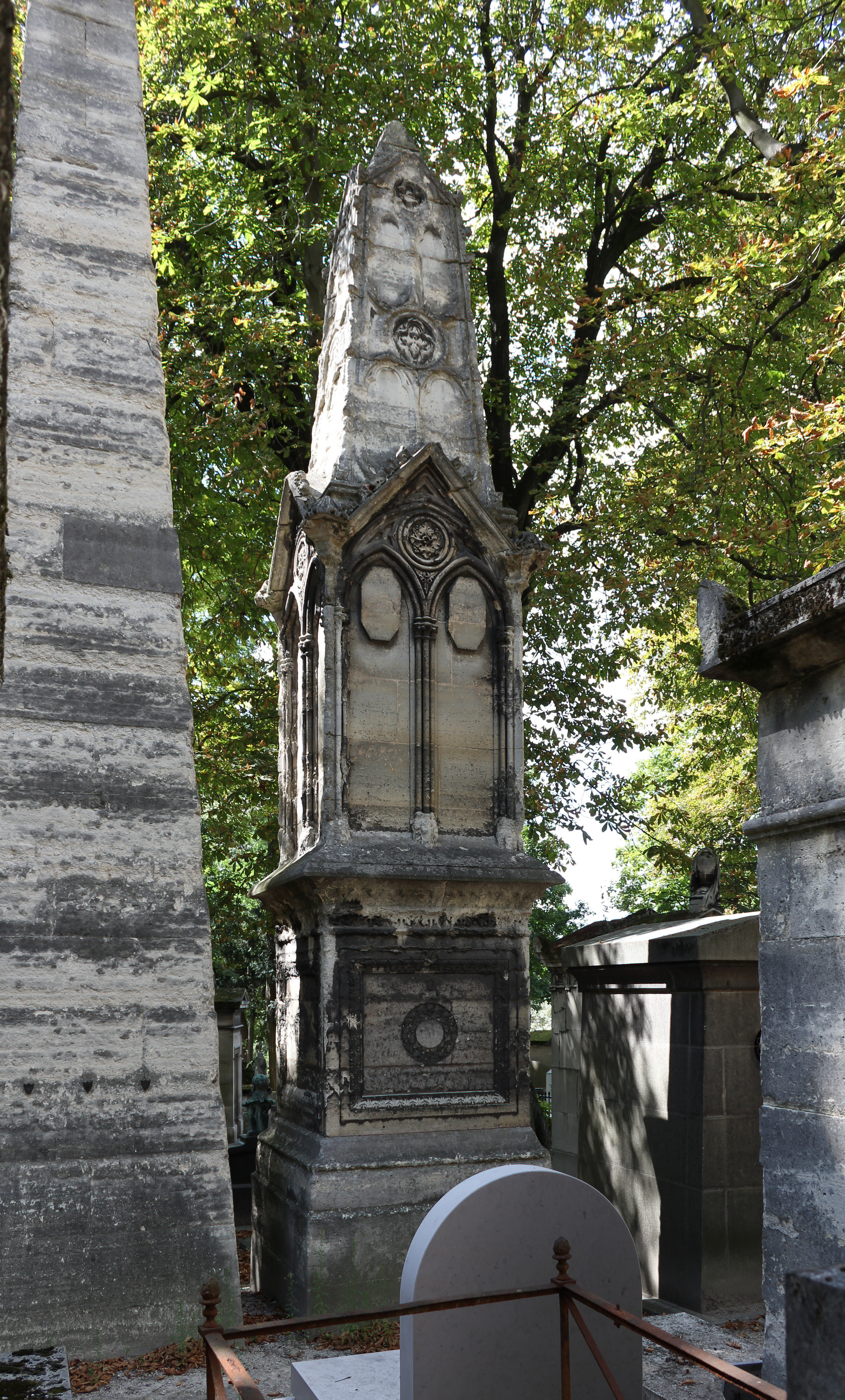
Могила Адансона

Занимался естественными науками под руководством Р. Реомюра и Б. Жюссьё, в 1749 отправился в Сенегал, где провёл пять лет, изучая страну и составляя естественноисторические коллекции.
Сочинение фр. «Histoire naturelle du Sénégal» (Париж, 1757), немецкие переводы Мартини (Бранд., 1777) и Шребера (Лейпциг, 1773)) открыло ему доступ в Академию наук.
Адансон стал одним из основоположников естественной системы растений, вариант которой изложил в следующем сочинении, «Естественные семейства растений» (фр. «Familles des plantes», (2 тома in 8°, Париж, 1763); названные в новой переработке фр. «Méthode nouvelle pour apprendre à connaître les differentes familles des plantes»), Адансон изложил новую систему классификации растений, не принятую, впрочем, в учёном мире. Он предлагал группировать растения в 58 семействах, основываясь на общих сходных характерных чертах, придавая всем одинаковое значение; система эта не могла ни к чему привести, потому что характерные черты растений не все одинаковы. Во всяком случае, заслуги Адансона заключаются в том, что в поисках логических основ классификации он прекрасно ознакомился с растениями, разделил их на 65 искусственных групп, каждая из них основывалась на каком-либо одном признаке; точнее описал их семейства и указал на сродство и различие семейств.
Сопоставляя эти группы, Адансон по числу совпадений определял степень близости соподчинённых групп растений, или таксонов, между собой, будучи тем самым одним из пионеров применения математических методов в биологии. Признавал возможность изменения видов.
С 1772 увлёкся философией и идеей единоличного создания многотомной универсальной энциклопедии и в 1774 году представил Академии план новой энциклопедии (фр. «Ordre universel de la nature etc.»), поразивший своей оригинальностью академиков, но не одобренный ими. Последний труд сосредоточил на себе все силы автора и поглотил все его средства, так что во время революции он существовал только благодаря назначенной ему тогда пенсии, которую сохранил до своей смерти.
Адансон оставил после себя массу рукописей, трудов, из которых после его смерти появились:
- «Cours d’histoire naturelle fait en 1772» (Париж, 1844—45, 2 части) (фр.),
- «Histoire de la botanique et plan des familles naturelles des plantes» (Париж, 1864) (фр.).

Летом 1856 года в Jardin des Plantes поставлена мраморная статуя Адансону.

## В честь и память Адансона
В честь Мишеля Адансона назван род Адансония (Adansonia) из семейства Мальвовые — в этот род входят деревья из Африки и Австралии, в том числе и знаменитый баобаб (Adansonia digitata), описанный Адансоном во время его пребывания в Африке.